# Ulrike Guérot

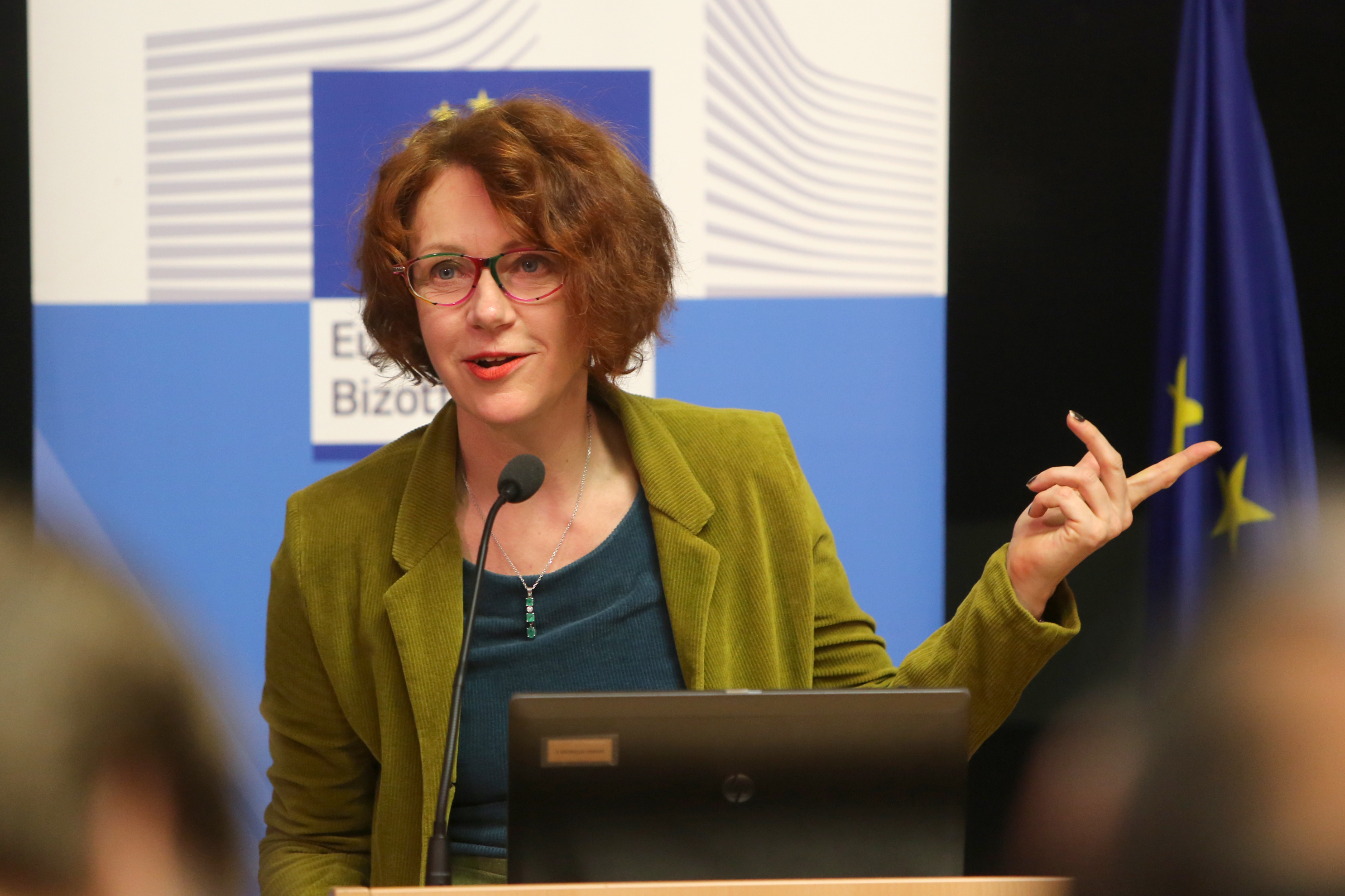
Ulrike Guérot (2016)

Ulrike Beate Guérot (* 1964 als Ulrike Beate Hammelstein in Grevenbroich) ist eine deutsche Politikwissenschaftlerin und Publizistin. Im Jahr 2021 nahm sie einen Ruf auf die Professur für Europapolitik an der Universität Bonn an. Einer ihrer Forschungsschwerpunkte war die Entwicklung von Konzepten zur Zukunft des europäischen Integrationsprozesses.
Ende Februar 2023 wurde ihr Arbeitsverhältnis wegen mutmaßlicher Verletzung wissenschaftlicher Standards durch die Universität Bonn gekündigt. Der Arbeitsgerichtsprozess deswegen befindet sich derzeit in der Berufungsinstanz.

## Leben und Wirken

### Jugend, Studium und Familie
Guérot wurde 1964 in Grevenbroich geboren und wuchs als eines von zwei Kindern in einem konservativ geprägten Familienhaushalt am Niederrhein auf. Ihr Vater Johann „Hans“ Hammelstein (1936/1937–2023) stammte aus einer Arbeiterfamilie und war von 1964 bis zu seinem Parteiaustritt 2020 Mitglied der CDU sowie für diese von 1971 bis 1989 Stadtrat für die Grevenbroicher Stadtteile Orken und Elsen. Guérot selbst war ebenfalls seit ihren Jugendjahren Mitglied der CDU, aus der sie nach eigenen Angaben im Jahr 2001 ausgetreten ist. Guérot gab im Jahr 2015 an, die CDU seit 2000 nicht mehr gewählt zu haben. Nach dem Abitur am Grevenbroicher Pascal-Gymnasium studierte Guérot zunächst in Frankreich am Institut d’études politiques de Paris. Bis 1989 studierte sie zudem Politikwissenschaft an der Universität Bonn. Während dieser Zeit engagierte sie sich im Ring Christlich-Demokratischer Studenten. 1995 wurde sie an der Universität Münster mit einer Arbeit über „Europapolitische Programmatik der französischen Sozialisten“ promoviert.
An ihrer Pariser Elitehochschule lernte sie den späteren französischen Diplomaten Olivier Guérot kennen. Sie heirateten und Guérot war mit 24 Jahren Mutter zweier Söhne, Félix und Maxime; als sie Mitte 30 war, zerbrach die Ehe.

### Akademische Laufbahn
1992 bis 1995 war Guérot parlamentarische Assistentin im Abgeordnetenbüro des außenpolitischen Sprechers der CDU/CSU-Bundestagsfraktion, Karl Lamers, und wirkte an dem Schäuble-Lamers-Papier von 1994 zur Vertiefung der Europäischen Union mit. 1995 bis 1996 war sie Direktorin für Kommunikation der Association for the Monetary Union of Europe. 1996 bis 1998 war sie wissenschaftliche Mitarbeiterin beim ehemaligen Präsidenten der Europäischen Kommission, Jacques Delors, bei der Organisation Notre Europe in Paris. Von 1998 bis 2000 war sie Assistant Professor an der Paul H. Nitze School for Advanced International Studies der Johns Hopkins University in Washington. 2000 bis 2003 leitete sie die Programmgruppe Europa bei der Deutschen Gesellschaft für Auswärtige Politik in Berlin. Zudem unterrichtete sie 2003 bei INSEAD in Singapur. 2004 bis 2007 arbeitete sie als Direktorin Foreign Policy & Senior Transatlantic Fellow beim German Marshall Fund. 2007 bis 2013 leitete Guérot wiederum das Berliner Büro des European Council on Foreign Relations. Von dort wechselte sie im Oktober 2013 als Seniorpartner Deutschland (Senior Associate Germany) zur Stiftung Open Society Initiative for Europe.
Im Frühjahr 2012 war Guérot Gastwissenschaftlerin am Deutschen Haus der New York University (NYU). Im Herbst 2013 begleitete sie Bundespräsident Joachim Gauck auf seinem Staatsbesuch in Frankreich als Teil seiner offiziellen Delegation. Im Herbst 2014 hatte sie einen Gastaufenthalt als wissenschaftliche Mitarbeiterin am Wissenschaftszentrum Berlin (WZB). Von 2013 bis 2014 unterrichtete sie an der Europa-Universität Viadrina in Frankfurt (Oder). Im März 2014 gründete sie das European Democracy Lab (EuDemLab), eine in Berlin ansässige Denkfabrik (Thinktank) an der European School of Governance (EUSG).
Von April 2016 bis August 2021 war Guérot Professorin an der Universität für Weiterbildung Krems und leitete dort das Departement Europapolitik und Demokratieforschung (DED). Bei ihrer Ernennung erkannte die Universität Krems ihre kumulierten Publikationen als eine habilitationsäquivalente Leistung an. Für das Wintersemester 2017/18 erhielt sie die Alfred-Grosser-Gastprofessur der Goethe-Universität Frankfurt. Ab September 2021 war sie Professorin (W2) für „Politik in Europa unter besonderer Berücksichtigung der Deutsch-Französischen Beziehungen“ und im Zuge dessen Co-Leiterin des Centre Ernst Robert Curtius (CERC) an der Universität Bonn. Da eine Verbeamtung aus Altersgründen nicht möglich war, war sie Professorin im Angestelltenverhältnis.

### Kündigung nach Plagiatsvorwürfen; Urteil des Arbeitsgerichts Bonn
Bereits im Rahmen des Berufungsverfahrens an der Universität Bonn gab es in einem der externen Gutachten Zweifel an der Wissenschaftlichkeit von Guérots im Rahmen des Bewerbungsprozesses eingereichten Publikationen; so schrieb einer der professoralen Gutachter: „Eine nähere Durchsicht ausgewählter Veröffentlichungen lässt dazu erkennen, dass Frau H. [gemeint ist Guérot, geb. Hammelstein] eher den Stil von breit angelegten Essays mit einer starken Ausrichtung auf reflektierte Plädoyers als Ansätze von theoriebasierten, methodengeleiteten Analysen pflegt. Überraschenderweise greift sie kaum auf die vielfältigen und kontroversen Debatten einschlägiger akademischer Netzwerke und Veröffentlichungen zurück. Ihre Argumentation zu den Begriffen ‚Nation‘ und ‚Europa als Republik‘ bietet anregende Ausgangspunkte, die aber wissenschaftlich vertieft werden könnten.“
Guérot wurde Ende Februar 2023 durch die Universität Bonn gekündigt, weil sie sich fremdes geistiges Eigentum „während ihrer Dienstzeit an der Universität Bonn“ und in einer früheren Publikation, „die für die Berufung von Relevanz war“, widerrechtlich zu eigen gemacht habe. Letztlich sah die Universität Bonn es als erwiesen an, dass Guérot in einem Text, der für ihre Berufung als Professorin von Belang gewesen sei, plagiiert und sich auch „während ihrer Dienstzeit an der Universität Bonn fremdes geistiges Eigentum angeeignet“ habe, „ohne dies als solches kenntlich zu machen“. Dabei soll es sich um ihre populären Sachbücher Warum Europa eine Republik werden muss (2016), Der neue Bürgerkrieg (2019) und Wer schweigt, stimmt zu (2022) handeln. Die Universität sprach Guérot Mitte Februar 2023 zum Ende des Monats die Kündigung aus.
Im Rahmen einer Kündigungsschutzklage Guérots wurde die Kündigung vom Arbeitsgericht Bonn überprüft. Nach einer erfolglosen Güteverhandlung im April 2023 erkannte das Gericht im April 2024 die Kündigung für rechtmäßig. In ihrem 2016 erschienenen Buch Warum Europa eine Republik werden muss habe sie an mehreren Stellen Aussagen anderer zitiert und dies nicht richtig kenntlich gemacht. Dies entspreche einem wissenschaftlichen Fehlverhalten und auch einem Plagiat. Vor dem Arbeitsgericht berief Guérot sich u.a darauf, dass sie als noch „unerfahrene Buchautorin“ vor einer Buchmesse zeitlich keine Gelegenheit gefunden habe, Fehler im Manuskript zu korrigieren, und dass mehrere Stellen im Verlauf der Publikation (sie nannte ihren Taschenbuchverlag, „übersetzende Verlage“ und die an einer Lizenzausgabe interessierte Bundeszentrale für politische Bildung) das Buch insgesamt hätten überprüfen können, es aber nicht getan hätten. Sie bat das Gericht zu prüfen, ob die bemängelten Textstellen alleine ihr anzulasten seien. Das Gericht hielt dem entgegen, dass Autoren gemeinhin Druckfahnen überprüfen könnten; sie selbst habe in einer späteren Auflage eine Endnote korrigiert, folglich müsse es eine Verbesserungsmöglichkeit gegeben haben. Die Beachtung von Zitierregeln sei ihre Aufgabe gewesen, nicht die Dritter. Dass es sich nicht um Nachlässigkeiten, sondern Plagiate handle, sah das Arbeitsgericht als gegeben an, dafür spreche, dass Guérot längere Passagen gar nicht belegt habe. Ihre Erklärung, sie habe allgemein paraphrasiert, akzeptierte das Gericht nicht; gerade paraphrasierte Gedankengänge müssten zuzuordnen sein. Das Gericht sah „mit Hinblick auf die Bedeutung der wissenschaftlichen Redlichkeit“ es nicht mehr für möglich an, dass sie in ihrer Lehrtätigkeit gegenüber Studenten und Nachwuchswissenschaftlern glaubwürdig auftreten könne, es sei daher die Kerntätigkeit einer Professorin und damit der vertraglich geschuldeten Arbeit betroffen. Da Guérot unter anderem dieses Buch ihrer Bewerbung für die Professur an der Universität Bonn zugrunde gelegt habe, liege ein Täuschungsversuch vor. Sie sei kein Neuling im akademischen Betrieb, sondern jemand, der sich auf höchster akademischer Ebene bewege; die Täuschung sei darum als besonders schwerwiegend zu werten und rechtfertige eine Kündigung auch ohne vorherige Abmahnung. Das Urteil ist noch nicht rechtskräftig.
Guérot teilte im Anschluss an die Verhandlung mit, sie werde gegen das Urteil in Berufung gehen. Sie erwarte, vor dem Landesarbeitsgericht Recht zu bekommen, da sie sich mit einem „195-seitigen Dossier, in dem sie allein neun Bücher und ungefähr 800 wissenschaftliche Artikel aufgeführt habe“, beworben habe, das die Gremien der Universität akzeptiert hätten. Es habe „im Laufe des Verfahrens vielfältige Möglichkeiten, in den Arbeiten meines Dossiers Fehler zu finden“, gegeben, und einzelne „problematische Passagen aus dem Europa-Buch habe sie schon Jahre zuvor öffentlich eingestanden“, so dass die Universität davon hätte Kenntnis haben können. Im Mai 2025 ergab eine mündliche Verhandlung vor dem Landesarbeitsgericht Köln, dass das Gericht beiden Parteien einen Vergleichsvorschlag vorlegt und, wenn dieser nicht angenommen wird, ein Urteil verkündet.

## Positionen

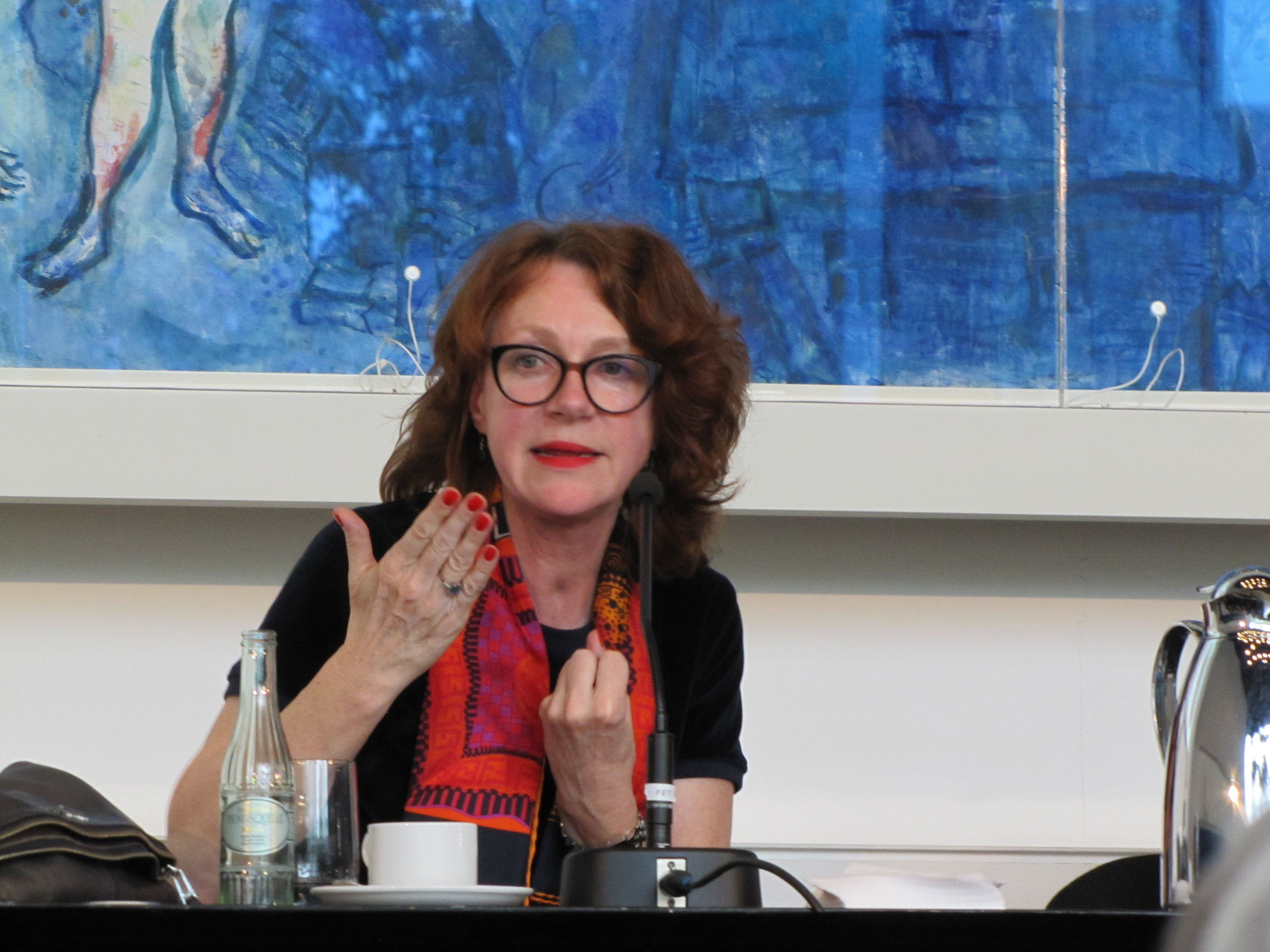
Ulrike Guérot, im Mai 2019 bei den Römerberggesprächen

Guérot publiziert umfangreich in deutschen und europäischen Zeitschriften und Zeitungen vor allem zu europäischen und zu transatlantischen Themen. Sie wird regelmäßig eingeladen, in europäischen Medien und Begegnungen aktuelle Themen zu kommentieren und ihre Thesen zu präsentieren – „Von der Autorin zur Aktivistin“ meinte Hannes Koch in der taz.

### Verhältnis NATO und EU
2009 sah sie in der NATO ein Hindernis für die von ihr gewünschte tiefere Integration der EU, da diese den USA, nicht aber der EU, faktisch die Möglichkeit gäbe „die Akzente für die künftige geostrategische Gestaltung des europäischen Kontinents“ zu setzen. Die Struktur der NATO mit den USA als bedeutendster Macht verunmögliche es der EU, zwischen Russland und den USA gleichberechtigt zu vermitteln. Es komme darauf an, das gute Verhältnis Deutschlands zu Russland nicht für deutsche Vorteile zu monopolisieren, sondern zu europäisieren, und einen verbundenen europäischen Gasmarkt zu schaffen, Deutschland müsse aus Nord Stream ein „europäisches Projekt“ machen. Die USA seien aus Konkurrenzgründen keine uneingeschränkten Unterstützer der EU-Integration; Russland sei zwar ein „schwieriger Partner“, aber kein „Feind“. Frankreich und Deutschland müssten gemeinsam die Bedenken der Osteuropäer gegenüber Russland dadurch aufheben, dass sie diesen glaubhaft versicherten, sie militärisch zu verteidigen. Die USA sollten aufhören, Russland zu provozieren, und Russland müsse dazu gebracht werden, „internationale Spielregeln“ zu beachten. Eine Mitgliedschaft der Ukraine oder Georgiens in der EU sei für Russland „wahrscheinlich“ kein Problem, anders als eine Aufnahme in die NATO.

### Europäische Republik und Europa der Regionen
Im März 2013 veröffentlichte Guérot mit Robert Menasse ein Manifest zur „Gründung einer Europäischen Republik“. Darin plädierten sie für die Schaffung eines nachnationalen Europas. Es gehe nicht um die Gründung der „Vereinigten Staaten von Europa“ nach Vorbild der militärisch aggressiven USA, sondern um eine transnationale EU ohne Nationalstaaten. Die EU „organisiert ihr Territorium durch freiwilligen Beitritt, einigt es durch Verträge auf der Basis der Sicherung von nachhaltigem Frieden, überwindet die Idee der Nation und baut den ersten nachnationalen Kontinent in der Geschichte auf. Vereinigte Staaten – das ist historisch retro. EU – das ist die Avantgarde“. Dafür brauche es Verteilungsmechanismen wie eine europäische Arbeitslosenversicherung und einen gebildeten europäischen Citoyen. „Massive Investitionen in Bildungsinstitutionen und in transnationale Medien müssen die Voraussetzungen für eine selbstbestimmte und selbstbewusste gesellschaftliche Auseinandersetzung dafür schaffen, wie das völlig Neue aussehen soll: die nachnationale Demokratie!“. Wahlen zum Europaparlament dürften nicht mehr nach nationalen Listen erfolgen, die Steuerhoheit müsse mindestens teilweise auf die EU übertragen werden. Statt durch konkurrierende Nationen geprägt zu sein, sollten in Europa Regionen in einem gemeinsamen Rechtszustand aufgehen. Wer heute im Europäischen Rat der Regierungschefs zu einer Machtposition komme, habe lediglich in seinem Nationalstaat demokratische Legitimation errungen, in der Mehrheit der anderen aber nicht. Der Europäische Rat und die Nationalstaaten „beanspruchen die Autorität über die europäische Integration“, führten jedoch ihren Wählern nur das „verlogene Rührstück der Verteidigung nationaler Souveränität“ auf. Es gebe aber gar „keine nationalen Interessen, es gibt menschliche Interessen, und diese sind im Alentejo keine anderen als in Hessen oder auf dem Peloponnes.“ Souveräne Nationalstaaten seien die „Illusion, an der Europa (wieder) krankt.“ Die „Pragmatiker“ hätten die EU in die Krise geführt, die Träumer hingegen seien „die wahren Realisten, ihnen verdanken wir die schönsten Ideen und praktisch die Grundlagen des modernen Europa, die realpolitische Durchsetzung der vernünftigen, seinerzeit utopisch anmutenden Konsequenzen, die aus den Erfahrungen mit Nationalismus und europäischen Realpolitikern gezogen werden mussten, die den Kontinent in Schutt und Asche gelegt hatten.“ Die „Abschaffung der Nation“ sei ursprünglich richtigerweise die europäische Idee gewesen, das wage heute aber keiner mehr zu sagen.
In ihrem im April 2016 erschienenen Sachbuch Warum Europa eine Republik werden muss! Eine politische Utopie beschreibt sie eine europäische Republik, die auf der Gleichheit aller Bürger jenseits nationaler Grenzen beruht. Isabell Trommer von der Süddeutschen Zeitung (SZ) lobte im Juni 2016 den „originellen, klugen und radikalen Beitrag“. Im Mai 2017 wurde ihr Buch Der neue Bürgerkrieg. Das offene Europa und seine Feinde veröffentlicht. Die aus Redakteuren des NDR und der Süddeutschen Zeitung gebildete Jury wählte es zusammen mit Georg Seeßlens Buch Trump!: POPulismus als Politik im Juni 2017 zum besten Sachbuch des Monats.
Guérot ist Mitinitiatorin des Balcony Project (2018), an dem sich Intellektuelle und rund hundert europäische Kulturinstitutionen beteiligen, die zur Gründung einer „Europäischen Republik auf dem Grundsatz der allgemeinen politischen Gleichheit jenseits von Nationalität und Herkunft“ aufrufen. Ab November 2019 initiierte sie zusammen mit Milo Rau das European Balcony Project – mit der Forderung, dass auf möglichst vielen Theaterbühnen Europas das mit Menasse geschriebene Manifest für die europäische Republik verlesen werden solle. Auch in einem Video für die Deutsche Bank forderte Guérot im März 2018, die europäischen Nationalstaaten abzuschaffen. Guérot vertrat die Meinung, die Nation sei kein Nationaler Identitätsträger; die Deutschen, vormals nur Rheinländer, Sachsen, Hessen und Pfälzer, seien erst durch die allgemeine deutsche Krankenversicherung zu Deutschen gemacht worden. Die Einführung einer europäischen Arbeitslosenversicherung würde zu einer europäischen Nationenbildung führen. Ihr im April 2019 erschienener Essay Wie hältst du’s mit Europa? wurde von den Tageszeitungen Die Welt und Neue Zürcher Zeitung sowie den Radiosendern WDR 5 und Österreich 1 auf Platz 3 der besten Sachbücher im Dezember gewählt.
Mit historischem Bezug greift sie die Idee des Europas der Regionen auf – Europa bestehe erst seit relativ kurzer Zeit aus Nationalstaaten, viel länger dagegen aus „etwa fünfzig bis sechzig alten, historischen Regionen: Savoyen, Flandern, Venetien, Bayern, Brabant, Emilia-Romagna, Bretagne, Tirol, Katalonien – alle mit etwa sieben bis fünfzehn Millionen Einwohnern“, die Identität stiften. Was auch für „traditionsreiche Städte wie Augsburg, Hamburg, Köln oder Düsseldorf“ gelte. Die Identität der Bürger wurzele hier stärker als in den „nationalstaatlichen Konstrukten wie Deutschland, Italien, Frankreich, Niederlande, Belgien“. Guérot postuliert, die Europäischen Regionen sollten jeweils zwei Senatoren in eine Kammer des Europäischen Parlamentes schicken. Die Abgeordneten der zweiten Kammer würden die europäischen Bürger direkt wählen – „im Gegensatz zu heute aber nach gleichem Wahlrecht für alle“. Zwischen den Regionen und der demokratisch kontrollierten Regierung in Brüssel bräuchte man keine Bundesregierung mehr.
Heinrich August Winkler kritisierte die regional orientierten Annahmen Guérots und ihrer Mitstreiter Robert Menasse und Jakob Augstein scharf. Die Idealisierung der Regionen übersehe vollständig, dass auch Regionalbewegungen militant und sogar terroristisch sein könnten, Winkler verwies auf die Beispiele der IRA und der baskischen ETA. Innerhalb Europas seien gerade reiche Regionen wie Flandern durch unsolidarischen Wohlstandschauvinismus gegenüber ärmeren Regionen aufgefallen. Regionalbewegungen könnten sogar gleichzeitig regional und nationalistisch sein, das sei – wie etwa im Falle Kataloniens (Katalonien-Krise) – kein Widerspruch, aber „die Gegenüberstellung von friedlicher Region und kriegerischer Nation ist ein Produkt ahistorischen Wunschdenkens.“ Die Auflösung der Nationalstaaten, die Guérot bis 2045 abgeschlossen haben wolle, habe in Europa überwiegend nur sehr geringe Unterstützung, Sezessionsbewegungen seien eher selten. Das störe sie und ihre Mitstreiter aber anscheinend nicht. Dem stimmte Michael Bröning von der Friedrich-Ebert-Stiftung zu: Die von Guérot geforderte Auflösung der Nationalstaaten missachte „den ausdrücklichen Willen der Menschen in Europa. Denn diese fühlen sich auf absehbare Zeit eben nicht einer ominösen Kontinentalrepublik, sondern ihren Nationalstaaten verbunden“. Das könne bedauert, aber nicht übergangen werden. Politiker wie Olof Palme oder Willy Brandt hätten gezeigt, dass nationale Identität und europäische Ideale und Weltoffenheit keine Widersprüche sein müssen. Es sei der aufgeklärte „Nationalstaat, der direkte politische Partizipation, Rechtssicherheit und soziale Absicherung garantiert – und zwar in einer national organisierten und legitimierten historisch gewachsenen Solidargemeinschaft.“ Guérots radikaler Vorschlag werde insbesondere in Ländern, in denen die nationale Identität als Abwehr gegen imperiale Nachbarn – wie etwa Deutschland – gedient habe, keinen Zuspruch finden. Zumal sie auch nicht erkläre, wie sich kollektive Regionalidentitäten von Nationalstaaten denn grundsätzlich unterschieden, die Grenzen von Region und Nation seien fließend. Das regionale Europa vor dem Aufkommen der Nationalstaaten sei eben nicht friedlich gewesen, ihre Auflösung darum absehbar keine Garantie gegen machtpolitische Auseinandersetzungen. Eckhard Lübkemeier bezweifelte, dass das von Guérot vorgeschlagene Europa von fünfzig Regionen anstelle der Nationalstaaten „a priori friedlicher, demokratischer und kooperativer sein“ würde als das jetzige Europa. Ihren Vorschlag, die Europäische Union in einem Akt kreativer Zerstörung zu zerschlagen, um ein neues Europa zu ermöglichen, nannte er „dystopisch und politisch verantwortungslos“.

### Flüchtlingskrise
Im Februar 2016 stellte sie zusammen mit Menasse in der Le Monde Diplomatique die auf Integration in bestehende Strukturen zielende Flüchtlingspolitik infrage und sprach sich dafür aus, Flüchtlingen Bauland zuzuweisen, wo sie eigene Städte gemäß ihrer eigenen Kultur gründen könnten. Europa sei groß und demnächst leer genug, um ein Dutzend Städte und mehr für Neuankömmlinge aufzubauen. So entstünden beispielsweise Neu-Damaskus und Neu-Aleppo für Syrer oder Neu-Kandahar und Neu-Kundus für die afghanischen Flüchtlinge. Syrische Ärzte könnten dort auch ohne deutsche Approbation wieder als Ärzte arbeiten, nach drei Generationen etwa würden sich die Neuankömmlinge sprachlich und kulturell an die Alteingesessenen angepasst haben: „Im Laufe der Zeit würden sich die Bewohner der verschiedenen Städte auf ganz natürliche Art und Weise mischen. Die Neuankömmlinge würden in die nahe gelegenen «europäischen» Städte zur Arbeit pilgern. Oder sie machen dort ihre Boutiquen auf, treiben Handel mit dem, was sie herstellen. Niemand bräuchte Asylgeld.“ Eine Schließung der Grenzen sei nicht machbar, die EU müsse ihren Raum mit den Menschen teilen, die nach Europa wollten. Bürgerrechte und Asylrechte würden zukünftig verschmelzen, jeder „Mensch muss also in Zukunft das Recht haben, nationale Grenzen zu durchwandern und sich dort niederlassen können, wo er will“.

### Brexit
Auf das Ergebnis des britischen Referendums zum Austritt aus der Europäischen Union reagierte Guérot auf Twitter mit der Bemerkung in englischer Sprache, so hätten sich die Leute im Jahre 1933 fühlen müssen, ein Vergleich mit der Machtergreifung durch Adolf Hitler, der als völlig überzogen bewertet wurde.
In der Folgezeit nannte sie das Referendum einen „Weckruf“, die Europäische Union sei „kaputt“. Rechtspopulisten wie Nigel Farage hätten recht, wenn sie die Union als undemokratisch bezeichneten. Man müsse, um dem abzuhelfen, Europa nun als europäische Republik gründen, es sei ein Fehler, dass die Eigenschaft als europäischer Bürger an die Staatsbürgerschaft geknüpft sei und die Union der Staaten insofern der Union der Bürger vorgehe. Die Bürger könnten aber die Regierung der Europäischen Union nicht abwählen oder bestimmen, dies könnten allein die Staaten, vertreten im Europäischen Rat. Es sei „systemisch falsch“, dass nationale Referenden gegenüber EU-Mehrheiten eine Veto-Funktion hätten, Entscheidungen mit gesamteuropäischer Tragweite müssten von allen EU-Bürgern gefällt werden, nicht allein von Bürgern eines Staates. Nationale Referenden seien insofern „kein Sieg der Demokratie“, nationale Staaten reine und zufällig entstandene „Artefakte“. Die „Lebenslüge“ des Maastricht-Vertrages sei es gewesen, die EU gleichzeitig als Union der Bürger und als Union der Staaten konstruiert zu haben, das Problem mit dem Brexit-Referendum sei, dass damit das Signal gegeben werde eine Mitgliedschaft in der EU sei „beliebig“. Die europäische Staatsbürgerschaft solle aber der nationalen Staatsbürgerschaft nicht nachgelagert sein. Nicht Staaten seien Souveräne, Bürger einer europäischen Republik sollten es sein.

### Corona-Pandemie
Im März 2021 veröffentlichte Guérot gemeinsam mit anderen Wissenschaftlern, Intellektuellen und Künstlern das Manifest der offenen Gesellschaft in den Zeitungen Die Welt und Der Freitag, das sich kritisch mit der Politik zur Eindämmung der COVID-19-Pandemie auseinandersetzt. Mit Blick auf den Verlauf der öffentlichen Debatte über die Corona-Politik in Deutschland beklagte sie im April 2021, dass den Kritikern der Corona-Maßnahmen „ein bisschen der Boden entzogen worden“ sei, indem ihre legitime Kritik stigmatisiert werde. Den sehr rasch herbeigeführten Beschluss der Bundesregierung zu dem neu eingeführten Corona-Lockdown, der unter gesetzlich bestimmten Voraussetzungen innerhalb von 72 Stunden in Kraft treten soll, bezeichnete sie gegenüber dem Deutschlandfunk als wörtlich: „Ich sag mal, semi-autoritär“. Sie schloss sich im Mai 2021 einer Initiative von Wissenschaftlern an, welche die maßnahmenkritische Aktion #allesdichtmachen befürworteten. In einer Sendung des ORF am 30. Mai 2021 lehnte sie die Nutzung von FFP2-Masken zur Epidemiebekämpfung und auch die Durchimpfung der Bevölkerung zur Erlangung von Herdenimmunität ab.
Guérot sprach im September 2021 davon, dass sie sich angesichts der vielen Menschen, die wegen der politischen Maßnahmen „durch das Raster gefallen“ seien, „radikalisiert“ habe. Es habe große Unterstützung für sie aus der Bevölkerung gegeben, weiter vernünftige Kritik dagegen zu äußern. Insbesondere nach der Veröffentlichung von zwei kritischen Videos auf einem YouTube-Kanal sei es aber auch zu Beschimpfungen bis hin zu anonymen Morddrohungen gekommen. Gegen Ende September 2021 bekräftigte Guérot ihre zuvor verlautbarten Positionen durch eine Teilnahme an der Social-Media-Kampagne #allesaufdentisch. In ihrem 2022 erschienenen Buch Wer schweigt, stimmt zu zieht Guérot eine kritische Bilanz von zwei Jahren Pandemiebekämpfung. In der Streitschrift reflektiert sie die Auswirkungen der politischen Maßnahmen auf Demokratie, Rechtsstaatlichkeit und die Teilhabe am öffentlichen Diskurs. Während der Soziologe Armin Nassehi in ihren Forderungen, die WHO aufzulösen, die Verfassungsrichter abzusetzen und die „dunklen Gestalten von Pfizer und Co. nicht entkommen“ zu lassen und „aufzuräumen“, einen „autoritär-faschistoiden Sound“ heraushört, sieht Guérot in ihrem Buch ein „Diskussionsangebot“. In der Wochenzeitung Der Freitag kritisierte Jörg Phil Friedrich, dass Guérot sich „oftmals eines provozierenden Vokabulars bedient“, sieht im Buch dennoch „erhellende Interpretationsansätze für das Zustandekommen des Umgangs mit dem Pandemie-Geschehen“.
In einem Gastbeitrag in der Frankfurter Allgemeinen Zeitung im Juni 2022 nannte der Politikwissenschaftler Markus Linden Guérot eine „Ikone der Querdenkerszene“, die in Talk-Shows wiederholt halbwahre bis falsche und dort nicht sofort überprüfbare Behauptungen aufstelle. So habe sie im österreichischen Puls 24 behauptet, am Vortag habe das Europäische Parlament einen Fonds für Impfopfer aufgelegt, während in der Realität lediglich eine rechtspopulistische Abgeordnete diesen Fonds einige Wochen vorher gefordert hatte. Im selben Sender hatte sie behauptet, Impfgegner seien laut einer bestimmten Studie besser informiert als Impfbefürworter; die Studie hatte das genaue Gegenteil ausgesagt. Guérot habe die Politik gegen die Coronavirus-Pandemie in die Nähe des Nationalsozialismus gerückt und fälschlich behauptet, dass zwei Drittel der deutschen Schüler „inzwischen“ an Depressionen litten, eine Zahl, die in Studien überhaupt nicht auftauche und die offenbar erfunden sei.

### Russischer Überfall auf die Ukraine
Im Zuge des russischen Überfalls auf die Ukraine 2022 wurde Guérot vorgeworfen, eine Täter-Opfer-Umkehr zu betreiben. Es sei die Ukraine, die „dokumentiert“ Russland provoziert habe, gab der Politikwissenschaftler Markus Linden in seinem Gastbeitrag für die Frankfurter Allgemeine Zeitung Guérots Aussagen bei Markus Lanz wieder, Putin wolle lediglich Sicherheitsgarantien. Bei Bild TV habe sie gesagt: „Wenn wir sagen, wir wollen den Frieden, dann machen wir den morgen, dann sagen wir ‚Verhandlungen‘, dann hört das Geschlachte auf in Butscha, und dann hört es auf in Mariupol.“ Linden nannte „die Postfaktizität in der öffentlichkeitswirksamen Tätigkeit von Ulrike Guérot ein wirkliches Problem“. Dass die Ukraine und der Westen den Krieg gegen Russland begonnen hätten, wie Guerot es in ihrem Buch Endspiel Europa darstelle, gehe, so Linden, „über die von Putin-Apologeten oft kolportierte Präventivkriegsthese sogar noch hinaus“.
Nach dem Auftritt bei Bild TV vom 3. Mai 2022 zum Ukraine-Krieg forderte das Studierendenparlament der Universität Bonn Guérot einstimmig auf, sich nicht mehr zum Thema so zu äußern, wie sie es getan habe. Sie beschädige das Ansehen der Universität durch „unfundierte“ Aussagen, die einer Professorin für Europapolitik unwürdig seien. Sie habe fälschlich und entgegen der expliziten Darlegung von Bonner Völkerrechtlern behauptet, Waffenlieferungen machten Deutschland juristisch zur Kriegspartei, und sie habe insgesamt der Ukraine das Recht auf Selbstverteidigung abgesprochen. Laut Einschätzung des Bonner General-Anzeigers sei dies keine ganz korrekte Wiedergabe ihrer Aussagen. Guérot habe sich nicht auf Waffenlieferungen bezogen, sondern auf die Ausbildung ukrainischer Soldaten in Deutschland an den Waffen. Am 3. Juni 2022 äußerte sich Guérot erneut im Fernsehen zum Ukraine-Krieg. In der Talk-Show Markus Lanz nannte sie vier Ebenen des Konflikts; eine davon sei ein Bürgerkrieg. Darüber hinaus legte sie der ukrainischen Führung nahe, einen sofortigen Waffenstillstand mit anschließenden Verhandlungen anzustreben. Guérot verlangte ein Ende westlicher Waffenlieferungen. Sie sei „die einzige im Studio, die gesagt hat: Ich will sofort einen Waffenstillstand“. In einem Gastbeitrag für das Magazin Cicero warf Mathias Brodkorb Guérot daraufhin „westlich-behagliche Selbstgefälligkeit“ vor. Mit Bezug auf ihre Teilnahme bei Markus Lanz fragte Guérot: „Wie viel Leid wollen wir noch hochskalieren, bis wir endlich Frieden schaffen? Der ungerechteste Frieden ist besser als der gerechteste Krieg“.
Mit Hauke Ritz verfasste sie 2022 unter dem Titel Endspiel Europa ein Buch, das beide als Essay vorstellten und das sich mit dem Ukraine-Konflikt und seiner Bedeutung für das „politische Projekt Europa“ beschäftigt. Indem die Autoren Kernpunkte der russischen Lesart des Konfliktes aufgreifen, weisen sie darin der Ukraine die „Rolle des Kriegstreibers zu, der stellvertretend für den Westen einen Krieg mit Russland begonnen habe“. Betrachte man – so die beiden Autoren – „die westlichen Kriegsvorbereitungen im Detail, so wird deutlich, dass der Ukraine die Rolle zukam, stellvertretend für den Westen einen Krieg mit Russland zu beginnen, der dann militärisch und logistisch von Nato-Mitgliedstaaten unterstützt werden sollte, ohne die Allianz insgesamt und direkt in den Krieg zu involvieren. Dieser Prozess sollte begleitet werden durch einen Wirtschaftskrieg (Sanktionen), Informationskriegsführung (anti-russische Propaganda) und eine nukleare Einkreisung Russlands“, und zwar im Dienste eines Strebens der USA nach vollständiger Dominanz.
Im Februar 2023 gehörte Guérot zu den Erstunterzeichnerinnen des von Sahra Wagenknecht und Alice Schwarzer initiierten Manifests für Frieden, das für Diplomatie und Verhandlungen und gegen weitere „eskalierende Waffenlieferungen“ an die Ukraine aufrief.

## Erfundene Zitate, Plagiate und Kritik an der wissenschaftlichen Arbeitsweise
Nachdem Heinrich August Winkler bereits im Herbst 2017 Guérots Umgang mit angeblichen Aussagen Walter Hallsteins moniert und öffentlich nach ihrer genauen Quelle gefragt hatte, gestand sie Ende 2018 ein, dass die von ihr und Robert Menasse geschriebenen Artikel (wie der in der FAZ veröffentlichte Artikel Es lebe die europäische Republik) frei erfundene Zitate enthielten. Sie habe davon nichts gewusst, auf die Genauigkeit Menasses vertraut und „nicht genug Autorität oder Souveränität gehabt, um dies anzumahnen“. Im Nachhinein sei es „dumm gewesen, das nicht zu überprüfen“. Gegenüber der taz gab sie an, die Zitierfehler seien allein Robert Menasse anzulasten. Sie selbst „habe die Quellen nie überprüft.“ Sie schreibe sehr viele Artikel, arbeite mit einer Art „Zettelkasten“ und habe wohl auch für ihren Beitrag zum Buch Europa jetzt ein falsches Hallstein-Zitat von Menasse übernommen, ohne dessen Quelle zu kontrollieren. Auch ein mutmaßlich falsches Zitat von Jean Monnet habe sie übernommen, weil es „plausibel“ gewesen sei.
Der Politikwissenschaftler Markus Linden macht in ihrem Buch Warum Europa eine Republik werden muss! Eine politische Utopie weitere ungekennzeichnete oder zu allgemein referierte Zitate aus und sieht darin methodische Plagiate: Guérot habe bei verschiedenen Autoren wortwörtlich abgeschrieben und Gedanken übernommen, aber darauf in Fußnoten nur sehr allgemein oder auch gar nicht verwiesen. Ungewöhnlicherweise habe sie in einer Fußnote den Autor Mathias Greffrath unter einer Textstelle für die ungenaue Art ihrer Zitierung um Entschuldigung gebeten, ein weiteres Zitat von ihm auf einer anderen Seite sei aber unkenntlich. Den gleichfalls herangezogenen Albrecht von Lucke habe sie erst nachträglich in einer im E-Book eingefügten neuen Fußnote als Quelle angegeben. Oskar Negt sei zwar als Quelle genannt, „aber ohne Bezug zur Plagiatsstelle“. Das Vorgehen erinnere im Ausmaß an Guttenberg. Für die Darstellung der Historikerin Annette Kuhn habe sie bei Wikipedia abgeschrieben. Der Autor Bernhard Perchinig, bei dem sie eine längere Stelle abgeschrieben habe, sei von ihr gar nicht genannt worden. In ihrem Buch über die Coronavirus-Pandemie [Wer schweigt stimmt zu] habe sie – ohne das kenntlich zu machen – aus einem Buch Paul Watzlawicks wortwörtlich eine lange Passage abgeschrieben, aber einige Wörter verändert, was für Plagiate typisch sei. Das spreche gegen die vom Verlag erfolgte Erklärung, es handele sich um Flüchtigkeitsfehler. Auch bei Marina Garcés habe sie für das Buch abgeschrieben. Der Plagiatsgutachter Stefan Weber überprüfte das Buch und bestätigte Lindens Bewertung. Auch in Guérots Buch Der neue Bürgerkrieg fand Markus Linden Plagiate und falsch wiedergegebene Zitate.
Der Osteuropa-Historiker Philipp Ther sprach Guérot in einem Tweet an Armin Wolf mit Bezug auf ihr 2022 erschienenes Buch Endspiel Europa „jede Basis für eine fundierte Einschätzung“ über Russland oder die Ukraine ab; sie spreche weder Russisch noch Ukrainisch und habe sich mit der NATO nie befasst. Die Bonner Universität solle sich fragen, „wie es zu dieser Berufung kommen konnte. Ich vermute wegen ihrer Reichweite in den Social Media und flacher, jedoch relativ gut verkaufter Bücher.“ Der Bonner Osteuropa-Historiker Martin Aust warf dem Buch Endspiel Europa verschwörungstheoretisches Denken ohne jeden wissenschaftlichen Gehalt vor. Das Buch bediene antiamerikanische Vorurteile, wie sie – allerdings dazu noch antisemitisch aufgeladen – bereits Adolf Hitler vertreten habe. Guérot spreche den Ukrainern das Recht auf Selbstbestimmung ab und nutze überwiegend veraltete oder wissenschaftlich substanzlose Quellen. Fachliteratur über Russland, Putin und die Ukraine werde ignoriert – mit der Ausnahme eines Buches über die Rolle radikaler Rechter in der Ukraine, das aber selektiv herangezogen werde. Eine ernsthafte Sichtung und Gewichtung unterschiedlicher Standpunkte und Quellen, wie sie wissenschaftlich geboten sei, unterbleibe und die „Proteste auf dem Maidan in Kyjiw von 2004 und 2013/14 […] werden hier kurzerhand und unbesehen zu regime-changes der USA“. Das Buch sei insgesamt ein „eklatanter Verstoß gegen wissenschaftliches Ethos“, die Versicherung der Autoren, lediglich einen Essay geschrieben zu haben, diene angesichts des an wissenschaftliche Publikationen angelehnten Anmerkungsapparates erkennbar nur als salvatorische Klausel. Das Buch stelle Guérot als Professorin vor, sie halte sich aber nicht an die entsprechenden wissenschaftlichen Standards. Aust empfahl seiner Kollegin, falls das Wiederholen von „Verschwörungserzählungen“ ihrem Ideal der Freiheit entspreche, ihre Professur aufzugeben, um „als freie Publizistin befreit von den Regeln der Wissenschaft jegliche Meinung ungeprüft in die Öffentlichkeit zu tragen“.
Die Universität Bonn distanzierte sich von den Äußerungen Guérots in einer Stellungnahme, ohne explizit ihren Namen zu erwähnen. Es sei für das Ansehen der Wissenschaft wichtig, „allgemeine Standards guter wissenschaftlicher Praxis zu wahren und namentlich spekulative, nicht wissenschaftlich belegbare Behauptungen zu unterlassen“. In der NZZ wurde diese Stellungnahme als scheinheilig verurteilt: Es sei zwar richtig, dass Guérots Äußerungen ebenso meinungsstark wie unbelastet von Faktenwissen seien, denn wissenschaftliche Standards hielten ihre Bücher nicht ein; das sei der Universität aber vor ihrer Berufung bekannt gewesen.
Mitte September 2022 meldete der NDR, Guérot werde in der Jury für den NDR Sachbuchpreis 2022 mitarbeiten; am Tag darauf veröffentlichte der NDR eine Korrektur, er verzichte auf ihre Mitarbeit, denn es sei „nicht hinreichend berücksichtigt worden, dass Ulrike Guérot sich mit öffentlichen Äußerungen von den Werten der wissenschaftlichen Gemeinschaft und des NDR Sachbuchpreises deutlich entfernt“ habe. Die Ausladung habe nichts mit ihren Positionen zu tun, sondern es seien „ernstzunehmende Vorwürfe des unsachgemäßen Vorgehens im Rahmen ihrer eigenen Publikationen erhoben worden“, dies hätte vor der Einladung berücksichtigt werden müssen.

## Mitgliedschaften
Guérot ist Mitglied im Scientific Committee des Institute of European Democrats (IED), sie arbeitete als Senior Policy Fellow für den European Council on Foreign Relations (ECFR), ist Mitglied im Sydney Democracy Network (SDN) sowie Gesellschafterin des Instituts für Medien- und Kommunikationspolitik (IfM) in Köln.

## Auszeichnungen
- 2003 – Für ihr Engagement der europäischen Integration wurde sie 2003 zum Ritter des französischen Ordre national du Mérite ernannt
- 2018 – Eintrag ins Goldene Buch der Stadt Grevenbroich[100]
- 2019 – Paul-Watzlawick-Ehrenring der Ärztekammer für Wien[101]
- 2019 – Salzburger Landespreis für Zukunftsforschung[102]
- 2023 – Goldenes Brett vorm Kopf (Negativpreis)[103][104]

## Schriften (Auswahl)

### Bücher
- ZeitenWenden. Skizzen zur geistigen Situation der Gegenwart. Westend, Neu-Isenburg 2025, ISBN 978-3864894855.
- Demokratie neu gemacht: Warum unser System nicht allen schmeckt und wie das Zusammenleben gelingt. Gräfe und Unzer Verlag, München 2024, ISBN 978-3-8338-8780-2.
- Über Halford J. Mackinders Heartland-Theorie. Der geografische Drehpunkt der Geschichte. Westend Verlag, Neu-Isenburg 2024, ISBN 978-3-864-89496-1.
- Der Ausverkauf der Republik: AfD und Meta-Krise. Hrsg. von Tom Amarque. Phänomen-Verlag, Sencelles 2024, ISBN 978-8-412-74737-9.
- Mit Matthias Burchardt: Das Phänomen Guérot. Demokratie im Treibsand. Klarsicht, Hamburg 2023, ISBN 978-3-98584-238-4.
- Mit Hauke Ritz: Endspiel Europa. Warum das politische Projekt Europa gescheitert ist und wie wir wieder davon träumen können. Westend, Frankfurt am Main 2022, ISBN 978-3-86489-390-2.
- Wer schweigt, stimmt zu. Über den Zustand unserer Zeit. Und darüber, wie wir leben wollen. Westend, Frankfurt am Main 2022, ISBN 978-3-86489-359-9.
- Begräbnis der Aufklärung? Zur Umcodierung von Demokratie und Freiheit im Zeitalter der digitalen Nicht-Nachhaltigkeit. Picus Verlag, Wien 2020, ISBN 978-3-7117-3015-2.
- Was ist die Nation? Steidl Verlag, Göttingen 2019, ISBN 978-3-95829-645-9.
- Wie hältst du’s mit Europa? Steidl Verlag, Göttingen 2019, ISBN 978-3-95829-644-2.
- Hrsg. mit Michael Hunklinger: Old and New Cleavages in Polish Society. Edition Donau-Universität Krems, 2019, ISBN 978-3-903150-45-4.
- Europa jetzt! Eine Ermutigung. Mit Oskar Negt, Tom Kehrbaum und Emanuel Herold. Steidl Verlag, Göttingen 2018, ISBN 978-3-95829-431-8.
- Was ist los mit Frankreich? J.H.W. Dietz Nachf., Bonn 2017, ISBN 978-3-8012-0510-2.
- Der neue Bürgerkrieg. Das offene Europa und seine Feinde. Propyläen, Berlin 2017, ISBN 978-3-549-07491-6. – Auf Polnisch als Europejska wojna domowa. 2017 – Auf Niederländisch als De nieuwe burgeroorlog: hoe populisme het open Europa bedreigt. 2018 (28. März) – Auf Italienisch als La Nuova Guerra Civile: L'Europa aperta e i suoi nemici. 2019 (9. Mai).
- Mit Robert Menasse: Manifest für die Begründung einer Europäischen Republik. In: Robert Menasse: Kritik der Europäischen Vernunft. Dreisprachig (dt., frz., engl.). Bernstein, Siegburg 2017, ISBN 978-3-945426-28-9.
- Warum Europa eine Republik werden muss! Eine politische Utopie. J.H.W. Dietz Nachf., Bonn 2016, ISBN 978-3-8012-0479-2. – Auf Niederländisch als Red Europa !: waarom Europa een republiek moet worden. 2017 – Auf Englisch als Why Europe Should Become a Republic!: A Political Utopia. 2019.[105]
- Die PS und Europa. Eine Untersuchung der europapolitischen Pragmatik der französischen Sozialisten 1971–1995. Brockmeyer, Bochum 1996, ISBN 978-3-8196-0412-6.

### Beiträge
- Einmal heißer Krieg – kalter Frieden und zurück. In: Kursbuch, 188 (2016), ISBN 978-3-946514-30-5, S. 60–87.
- Marine Le Pen und die Metamorphose der französischen Republik. In: Leviathan, Band 44, Jg. 43, Heft 02/2015, S. 139–174. ISSN 0340-0425

### Interviews
- Holger Klein: Die europäische Republik. 25. März 2018
- Thomas Kretschmer: Europäische Metatrends: „Wir müssen als Bürger alle gleich sein, vor allem vor dem Recht“. In: Deutschlandfunk-Sendung „Essay und Diskurs“. 7. August 2017.
- Lisa Nimmervoll: Politologin Ulrike Guérot: „Wir brauchen die Nation nicht mehr.“ Interview. In: Der Standard. 2. Mai 2017.
- Jürgen Wiebicke: Hoffnungsträger? – Republik Europa. WDR-5-Sendung „Philosophisches Radio“ mit Ulrike Guérot, 10. Februar 2017, archiviert vom Original am 18. Mai 2017. Verfügbar bei archive.org (Memento vom 18. Mai 2017 im Internet Archive)
- Ingrid Rehusch: Politikwissenschaftlerin Ulrike Guérot. In: Österreichischer Rundfunk. 24. Januar 2017.
- Sascha Blättermann: Interview mit Prof. Dr. Ulrike Guérot: „Demokratie ist nicht die Mehrheit der Straße“. In: Polit@ktiv. 22. August 2016.
- Roman Zeller: Interview mit Professorin Ulrike Guérot über ihren Rauswurf bei der Uni Bonn und warum das einem Hexenprozess gleichkommt…… In: Die Weltwoche 1. April 2023.

### Essays
- Die Pandemie und der Verlust des Politischen, Deutschlandfunk Kultur, Politisches Feuilleton, 9. März 2021.
- Essay Zukunft der Europäischen Union: Nationalstaaten als Hindernis. In: Die Tageszeitung (taz). 9. September 2017.
- Europa zwischen Geist und Ungeist. Nationalismus und Konzepte europäischer Föderation in historischer Perspektive. In: Wiener Zeitung. 28. April 2017 (Antrittsvorlesung an der Donauuniversität).

## Videos
- Tilo Jung: Ulrike Guerot über die Utopie der „Europäischen Republik“. (Video auf YouTube; 1:59 Stunden) In: Jung & Naiv Folge 331. 1. Oktober 2017.
- Flavio von Witzleben: Streitgespräch: Wohin steuert die AfD? // Dr. Ulrike Guérot & Björn Höcke. (Video auf YouTube; 1:53 Stunden) 12. Juli 2025.

## Audios
- Ulrike Guérot und Wolfgang Thierse auf der Frankfurter Buchmesse 2019 über die Zukunft der Europäischen Union, Deutschlandfunk vom 17. Oktober 2019
- ZeroCovid – Ausweg oder Irrweg? Raul Zelik vs. Ulrike Guérot, Deutschlandfunk Streitkultur mit Manfred Götzke, 23. Januar 2021
- allesnichtganzdicht: Debatte um Corona-Maßnahmen, Deutschlandfunk, Information am Morgen, Interview mit Stephanie Rohde, 24. April 2021.